# 托爾霍維察 (科洛梅亞區)
48°43′57″N 24°56′25″E / 48.73250°N 24.94028°E
托爾霍維察（烏克蘭語：Торговиця），是烏克蘭的村落，位於該國西部伊萬諾-弗蘭科夫斯克州，由科洛梅亞區負責管轄，面積16.46平方公里，2024年人口1,412，人口密度每平方公里100.8人。